# Мішелл Ґріґлайон
Мішелл Ґріґлайон (англ. Michelle Griglione, 1 січня 1969) — американська плавчиня.
Призерка Чемпіонату світу з водних видів спорту 1986 року.
Призерка Пантихоокеанського чемпіонату з плавання 1985, 1989 років.
Призерка Панамериканських ігор 1987, 1995 років.